# 성주초등학교 (경기)
성주초등학교는 대한민국 경기도 부천시 소사구 성주로 118에 있는 공립 초등학교이다.

## 학교 연혁
- 1979년 12월 5일: 성주초등학교 설립 인가
- 1980년 10월 8일: 개교

## 참고 자료
- 성주초등학교 - 한국교육학술정보원 학교알리미